# Raaba-Grambach
Raaba-Grambach osztrák mezőváros Stájerország Graz-környéki járásában. 2017 januárjában 4363 lakosa volt.

## Elhelyezkedése

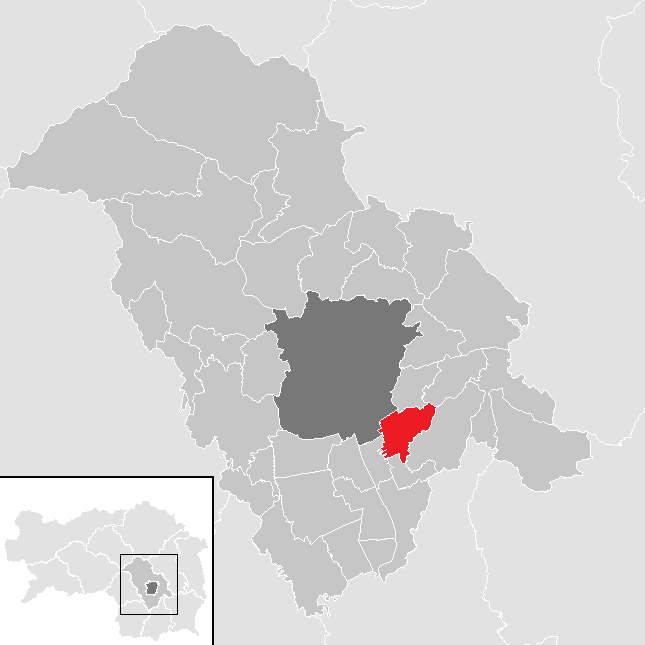
Raaba-Grambach a Graz-környéki járásban

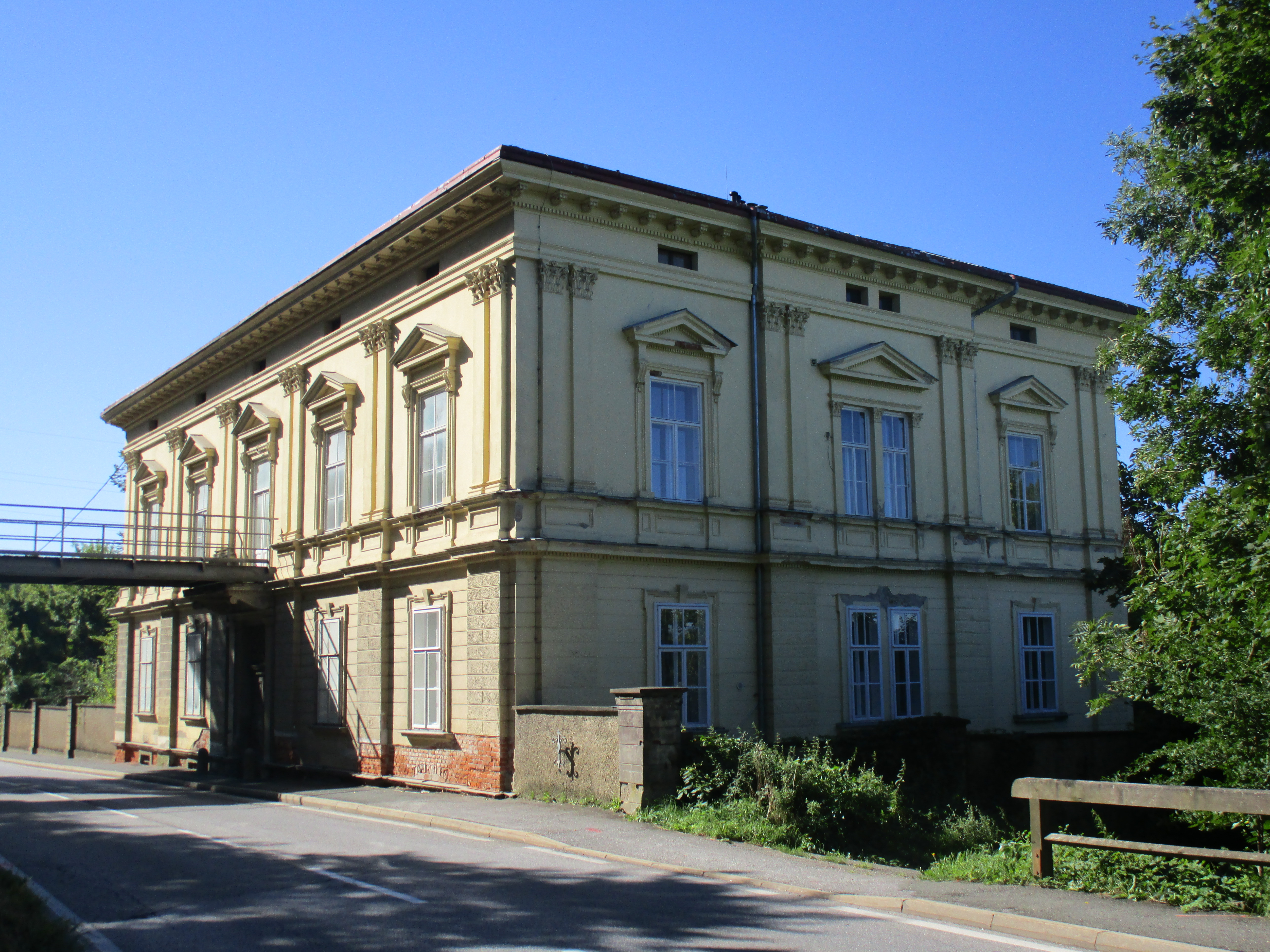
A Spielerhof-kastély

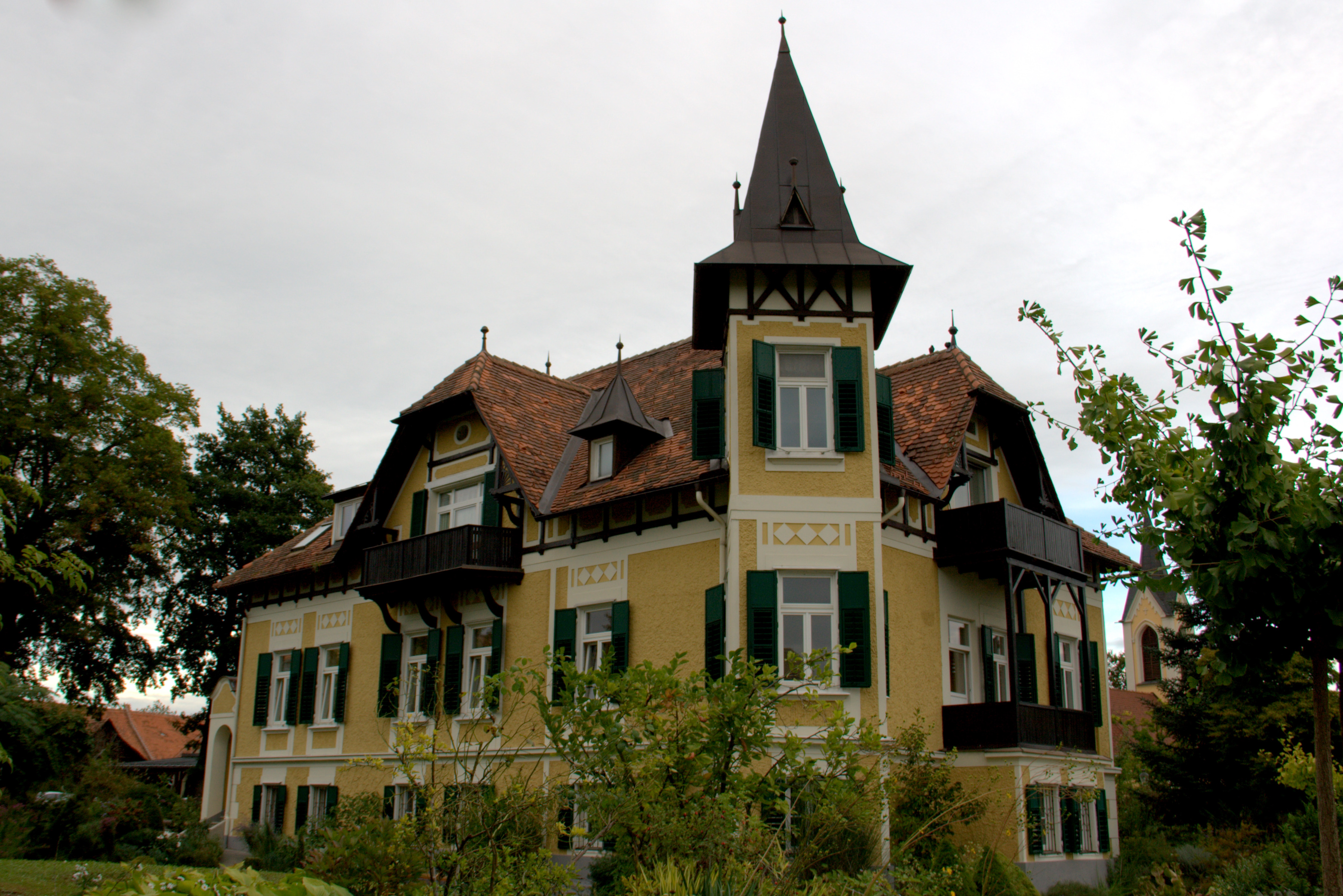
A Böhmervilla

Raaba-Grambach a Grazi-medence és a Kelet-stájerországi dombság találkozásánál fekszik, közvetlenül délkeletre Graztól. Az önkormányzat 4 települést egyesít: Dürwagersbach (171 lakos 2017-ben)
Grambach (1777), Lamberg (267) és Raaba (2148).
A környező önkormányzatok: északra Hart bei Graz, északkeletre Laßnitzhöhe, keletre Vasoldsberg, délre Hausmannstätten, délnyugatra Gössendorf, északnyugatra Graz.

## Története
Az önkormányzat a 2015-ös stájerországi közigazgatási reform során jött létre Raaba mezőváros és Grambach község egyesülésével. 
Grambachot először 1265-ben említik egy grazi oklevélben. 1848-ig több uradalomhoz is tartozott, ilyen volt Liebenau, Messendorf-Hintenfeld, Münzgraben, Mühlegg, Schwarzenegg, Vasoldsberg vagy a grazi dominikánusoké volt. 
Raaba és Grambach 1850-ben megalakította külön községi önkormányzatát. Miután Ausztria 1938-ban csatlakozott a Német Birodalomhoz, a Stéjerországi reichsgauba kerültek, majd a második világháború után 1955-ig a brit megszállási zónához tartoztak. 
Raaba 2000-ben kapott mezővárosi rangot.

## Lakosság
A Raaba-Grambach-i önkormányzat területén 2017 januárjában 4363 fő élt. A lakosságszám 1939 óta dinamikusan növekvő tendenciát mutat (három és félszeresére nőtt), az utóbbi évtizedekben elsősorban a Grazból a környező településekre kiköltözők miatt. 2015-ben a helybeliek 92,8%-a volt osztrák állampolgár; a külföldiek közül 2,4% a régi (2004 előtti), 2,8% az új EU-tagállamokból érkezett. 1,1% a volt Jugoszlávia (Szlovénia és Horvátország nélkül) vagy Törökország, 0,9% egyéb országok polgára. 2001-ben Raabában a lakosok 76,6%-a római katolikusnak, 4,3% evangélikusnak, 1,1% ortodoxnak, 2% mohamedánnak, 12,8% pedig felekezet nélkülinek vallotta magát. Ugyanekkor 3 magyar élt a mezővárosban.

## Látnivalók
- a grambachi Spielerhof-kastély
- a szecessziós stílusú Böhmervilla
- a raabai Mária-kápolna
- Grambach kápolnája
- a raabai Megostorozott Megváltó-kápolna

## Fordítás
- Ez a szócikk részben vagy egészben  a   Raaba-Grambach című német Wikipédia-szócikk ezen változatának fordításán alapul.  Az eredeti cikk szerkesztőit annak laptörténete sorolja fel. Ez a jelzés csupán a megfogalmazás eredetét és a szerzői jogokat jelzi, nem szolgál a cikkben szereplő információk forrásmegjelöléseként.